# Cantón de Saint-Saëns
El cantón de Saint-Saëns era una división administrativa francesa, que estaba situada en el departamento de Sena Marítimo y la región de Alta Normandía.

## Composición
El cantón estaba formado por quince comunas:
- Bosc-Bérenger
- Bosc-Mesnil
- Bradiancourt
- Critot
- Fontaine-en-Bray
- Mathonville
- Maucomble
- Montérolier
- Neufbosc
- Rocquemont
- Saint-Geneviève
- Saint-Martin-Osmonville
- Saint-Saëns
- Sommery
- Ventes-Saint-Rémy

## Supresión del cantón de Saint-Saëns
En aplicación del Decreto nº 2014-266 de 27 de febrero de 2014, el cantón de Saint-Saëns fue suprimido el 22 de marzo de 2015 y sus 15 comunas pasaron a formar parte del nuevo cantón de Neufchâtel-en-Bray.